# Papuatrigona genalis
Papuatrigona genalis är en biart som först beskrevs av Heinrich Friese 1908.  Papuatrigona genalis ingår i släktet Papuatrigona och familjen långtungebin. Inga underarter finns listade i Catalogue of Life.